# Howard Shelley
Howard Gordon Shelley OBE (9 mars 1950) est un pianiste et chef d'orchestre britannique. Il effectue ses études au Royal College of Music. Il est marié à la pianiste Hilary Macnamara, avec qui il joue et enregistre en duos de pianos. 

## Biographie
Howard Shelley apprend le piano avec un professeur de Highgate, Vera Yelverton, l'un des meilleurs professeurs de piano de son temps. Sous sa tutelle, il se produit fréquemment au Recital room et plus tard au Purcell room du Royal Festival Hall. Il fréquente ensuite le Royal College of Music et étudie avec Kendall Taylor. Après son premier prix au Royal College of Music dès la fin de sa première année, Howard Shelley commence sa carrière à Londres avec succès par un récital et la même saison, un concert promenade télévisé avec l'Orchestre symphonique de Londres dirigé par Michael Tilson Thomas. Depuis, il donne des concerts régulièrement à travers le Royaume-Uni, l'Europe, la Scandinavie, l'Amérique du Nord, en Russie, en Australie et en Extrême-Orient. Il effectue également plus de soixante-cinq enregistrements commerciaux.
En 1994, une bourse honorifique du collège royal de musique, lui est conféré par le Prince de Galles.
En tant que pianiste, il joue, la se produit à la radio et au disque et dans le monde, avec les plus grands orchestres et chefs d'orchestre, notamment Vladimir Ashkenazy, Pierre Boulez, Adrian Boult, Colin Davis, Mariss Jansons, Gennady Rozhdestvensky et Kurt Sanderling. Lors du quarantième anniversaire de la mort de Sergeï Rachmaninoff, il est le premier pianiste à interpréter l'œuvre intégrale pour piano seul du compositeur au concert. Cinq des récitals londoniens au Wigmore Hall, ont été diffusés par la BBC dans leur intégralité. 
Pour le cinquantième anniversaire de la mort Rachmaninoff, Howard Shelley donne de nombreux concerts, dont un récital au Gewandhaus de Leipzig, le jour même (28 mars 1993) et un récital à la villa de Rachmaninoff à Lucerne, à l'invitation du petit-fils du compositeur. Il donne des cycles complets des concertos de Rachmaninoff avec le Royal Scottish National Orchestra, les concertos de Beethoven avec l'Orchestre philharmonique de la BBC et une série de concertos de Mozart avec le London Mozart Players, la Camerata de Salzbourg et l'Orchestre symphonique de Munich. En mars 2015, il interprète le troisième concerto de Rachmaninov pour la première fois sous la baguette de son fils, Alexander Shelley, en collaboration avec le Symphonique de Nuremberg. Howard Shelley est également en vedette dans un documentaire consacré à Rachmaninoff pour la BBC.

### Chef d'orchestre
En 1985, Howard Shelley fait ses débuts professionnels en tant que chef d'orchestre. En tant que chef, il dirige notamment, l'Orchestre philharmonique de Londres, le London Symphony Orchestra, le Royal Philharmonic Orchestra, le Philharmonia Orchestra, le Royal Scottish National Orchestra, l'Orchestre d'Ulster, la Philharmonie de Hong Kong, la Phiharmonie de Mexico, de Munich, le Seattle Symphony, le  Symphonique de Singapour, de Melbourne et le West Australian Symphony Orchestra.
Howard Shelley occupe les postes de professeur associé et principal chef invité du London Mozart Players, dans une étroite relation de plus de vingt ans. Il effectue avec eux des tournées au Japon, en Corée, en Allemagne, en Suède, en Italie, aux Pays-Bas, en Irlande et lors du festival d'automne de Prague, et réalise également de nombreux enregistrements avec eux. En Suède, Shelley est également chef d'orchestre principal Orchestre de Chambre d'Uppsala et travaille en étroite collaboration avec la Camerata de Salzbourg, en Italie avec l'Orchestre di Padova e del Veneto et en Australie avec le Tasmanian Symphony Orchestra, avec qui il a enregistré plusieurs disques. Il a travaillé avec d'autres orchestres de chambre, notamment l'English Chamber Orchestra, le Scottish Chamber Orchestra, les orchestres de chambre suédois, de Zurich, des Pays-Bas et de Stuttgart, le Northern Sinfonia, l'Ensemble Orchestral de Paris, la Kammerphilharmonie de Leipzig et l'Orchestre la Suisse italienne à Lugano.

### Cinéma et de la télévision
Il est apparu régulièrement à la télévision dès ses dix ans, lorsqu'il donne un récital composé d'œuvres de Bach et Chopin. Il est soliste à l'occasion du 100e anniversaire des Proms, un concert diffusé dans le monde entier. Il apparaît en 1998 dans un documentaire sur Ravel pour l'Australian Broadcasting Corporation, mettant en vedette Shelley en tant que chef d'orchestre, pianiste et le présentateur. Ce film a remporté la médaille d'or pour la meilleure biographie artistique de l'année au New York Festivals Awards.
Shelley apparaît sur la bande originale de plusieurs films, dont un cœur en hiver (1992), Anna Karénine (1997) et de Testimony (1987). Dans ce dernier film, réalisé par Tony Palmer, Ben Kingsley joue le rôle de Dmitri Chostakovitch, et mime le jeu de Howard Shelley au piano.
Shelley est nommé Officier de l'Ordre de l'Empire Britannique (OBE) lors des honneurs de la nouvelle année 2009.
Howard Shelley est marié à la pianiste Hilary Macnamara et le père du chef d'orchestre Alexander Shelley.

## Enregistrements
Parmi ses nombreux enregistrements pour Chandos, Hyperion et EMI, figurent l'intégrale de la musique pour piano et les concertos de Rachmaninoff, des séries de concertos de Mozart, Hummel, Mendelssohn, Moscheles, Dohnanyi et Cramer ainsi que l'intégrale des œuvres pour piano et orchestre de Gershwin et une série de concertos britanniques, avec Alwyn, Bridge, Howells, Rubbra, Scott, Tippett et Vaughan Williams. Un enregistrement avec l'Orchestra of Opera North des concertos pour piano et orchestre de Schumann, Grieg et n°2 de Saint-Saëns, réunis pour la première fois, a été publié par Chandos (2009).